# 1670 w polityce

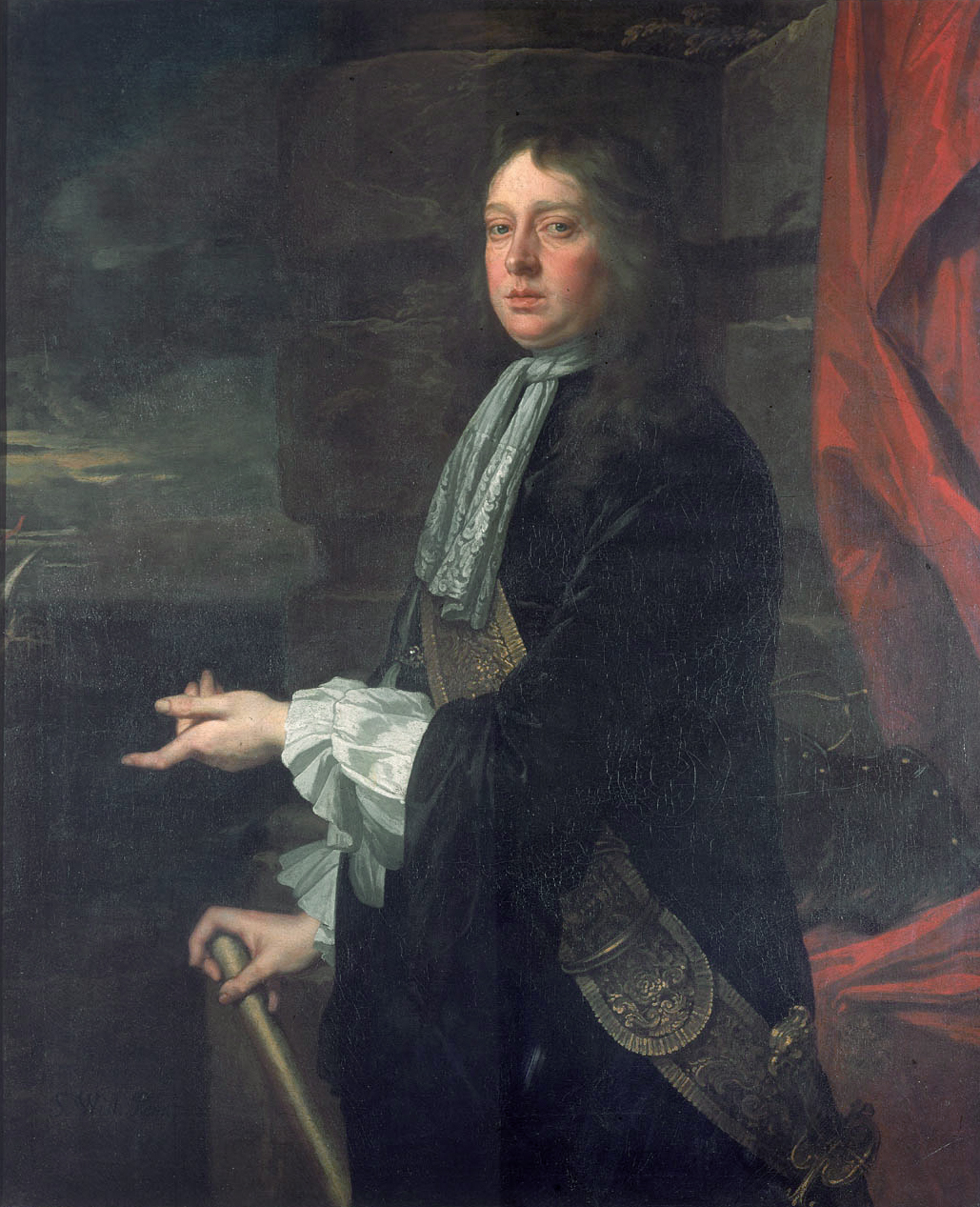
William Penn

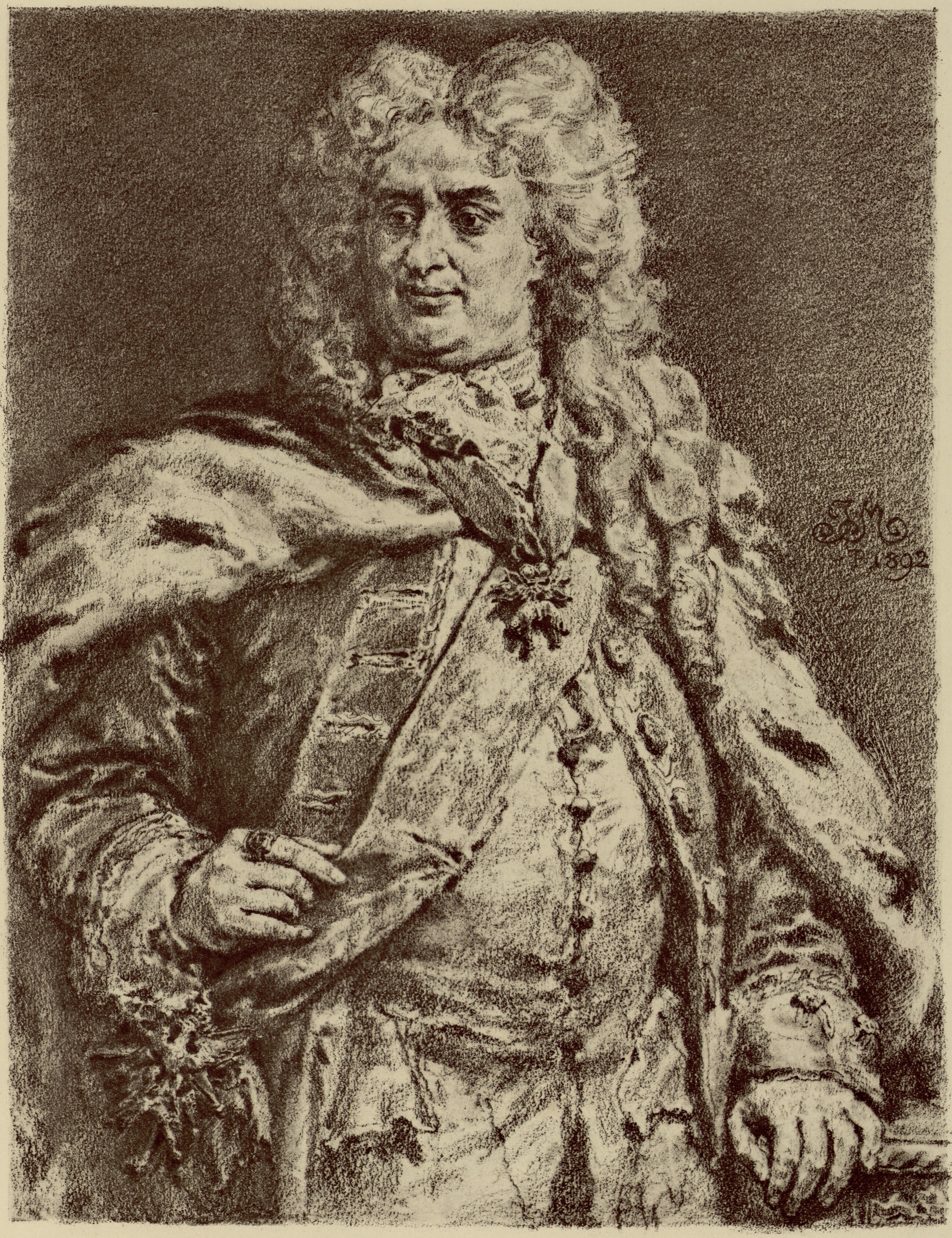
August II Mocny

Wydarzenia polityczne w 1670 roku.

## Wydarzenia
- 27 lutego Michał Korybut Wiśniowiecki ożenił się z Eleonorą Habsburżanką[1].
- 1 sierpnia - wojna angielsko-hiszpańska: w reakcji na hiszpańskie najazdy na Jamajkę w Port Royal bukanier Henry Morgan zostaje mianowany "Admirałem i głównodowodzącym wszystkich okrętów wojennych należących do tego portu" z misją obrony wyspy, gdyż informacja o zawarciu pokoju w Madrycie nie dotarła jeszcze do Ameryki[2].
- Emilio Bonaventura Altieri został papieżem[3].

## Urodzili się
- 12 maja August II Mocny książę Saksonii i król Polski[4].

## Zmarli
- 16 września William Penn, angielski admirał[5].